# Palestijnse honingzuiger
De Palestijnse honingzuiger (Cinnyris osea, synoniem: Nectarinia osea) is een zangvogel uit de familie van de honingzuigers. Dit is een vogel met een glanzend verenkleed die foerageert op de nectar van bloemen, maar ook op insecten, vooral in de tijd dat hij jongen verzorgt.

## Kenmerken
De Palestijnse honingzuiger is een kleine vogel, 11 tot 12 cm lang. Het mannetje is in de broedtijd helemaal zwart, maar onder goede lichtomstandigheden en op korte afstand is te zien dat de vogel een blauwe metaalglans over dat verenkleed heeft. De snavel is ook zwart, dun, spits en iets omlaag gebogen. Het vrouwtje is van boven bruingrijs en van onder wat lichter. Het zijn actieve en luidruchtige vogeltjes die zich ophouden in savanne-achtige gebieden, maar ook in tuinen en parken, mits er nectarrijke bloemen zijn te vinden.

## Verspreiding en leefgebied
De Palestijnse honingzuiger komt voor in het Midden-Oosten (Palestina, Libanon, Syrië, Arabisch Schiereiland), maar ook in Noord- en Midden-Afrika (Egypte, Soedan, Kameroen, Centraal-Afrikaanse Republiek, Congo-Kinshasa en Oeganda).
De soort telt twee ondersoorten:
- Cinnyris osea osea: van Syrië tot noordoostelijk Egypte en oostelijk tot Jemen en Oman.
- Cinnyris osea decorsei: van Kameroen tot zuidelijk Soedan en noordwestelijk Oeganda.

## Status
De Palestijnse honingzuiger heeft een groot verspreidingsgebied en daardoor alleen al is de kans op uitsterven gering. De grootte van de populatie is niet gekwantificeerd en er is geen aanleiding te veronderstellen dat de soort in aantal achteruit gaat. Daarom staat deze honingzuiger als niet bedreigd op de Rode Lijst van de IUCN.

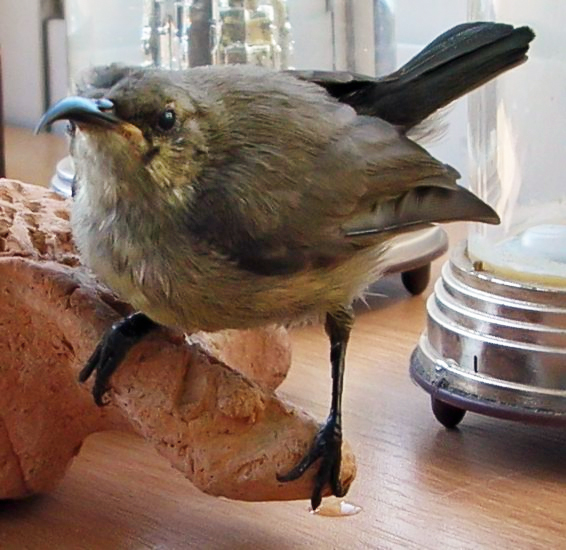
Vliegvlug jong
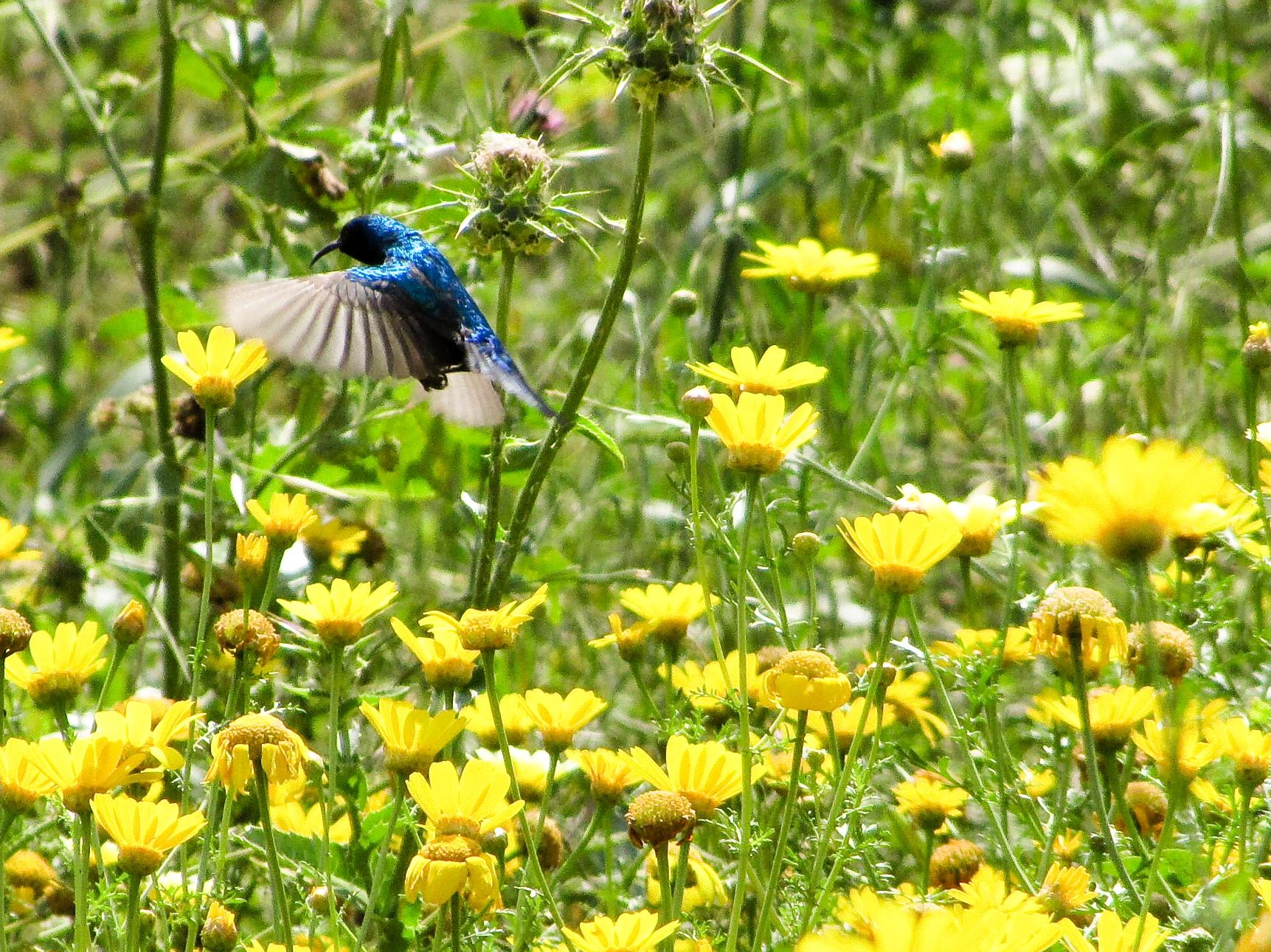
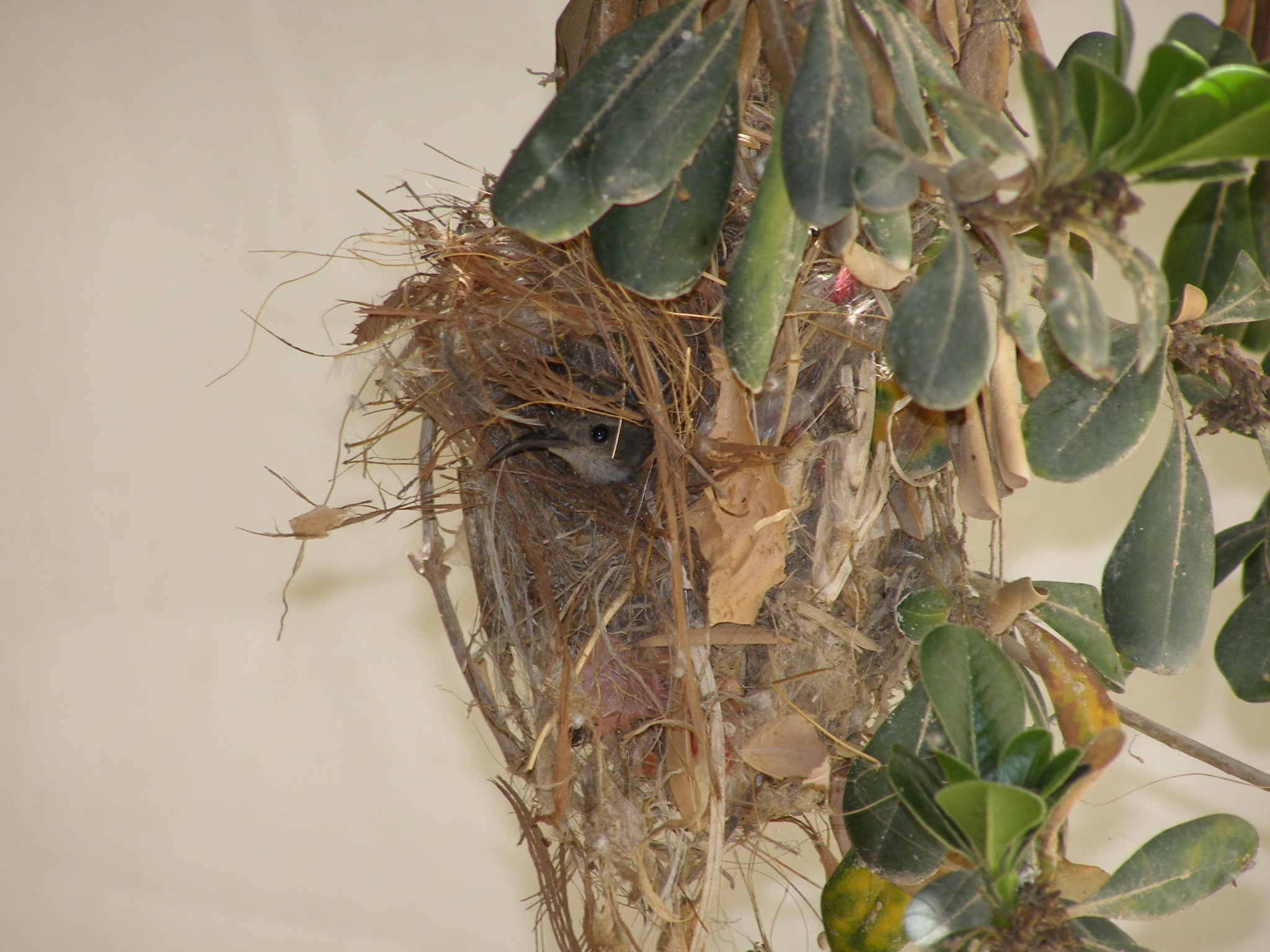
Vrouwtje in nest
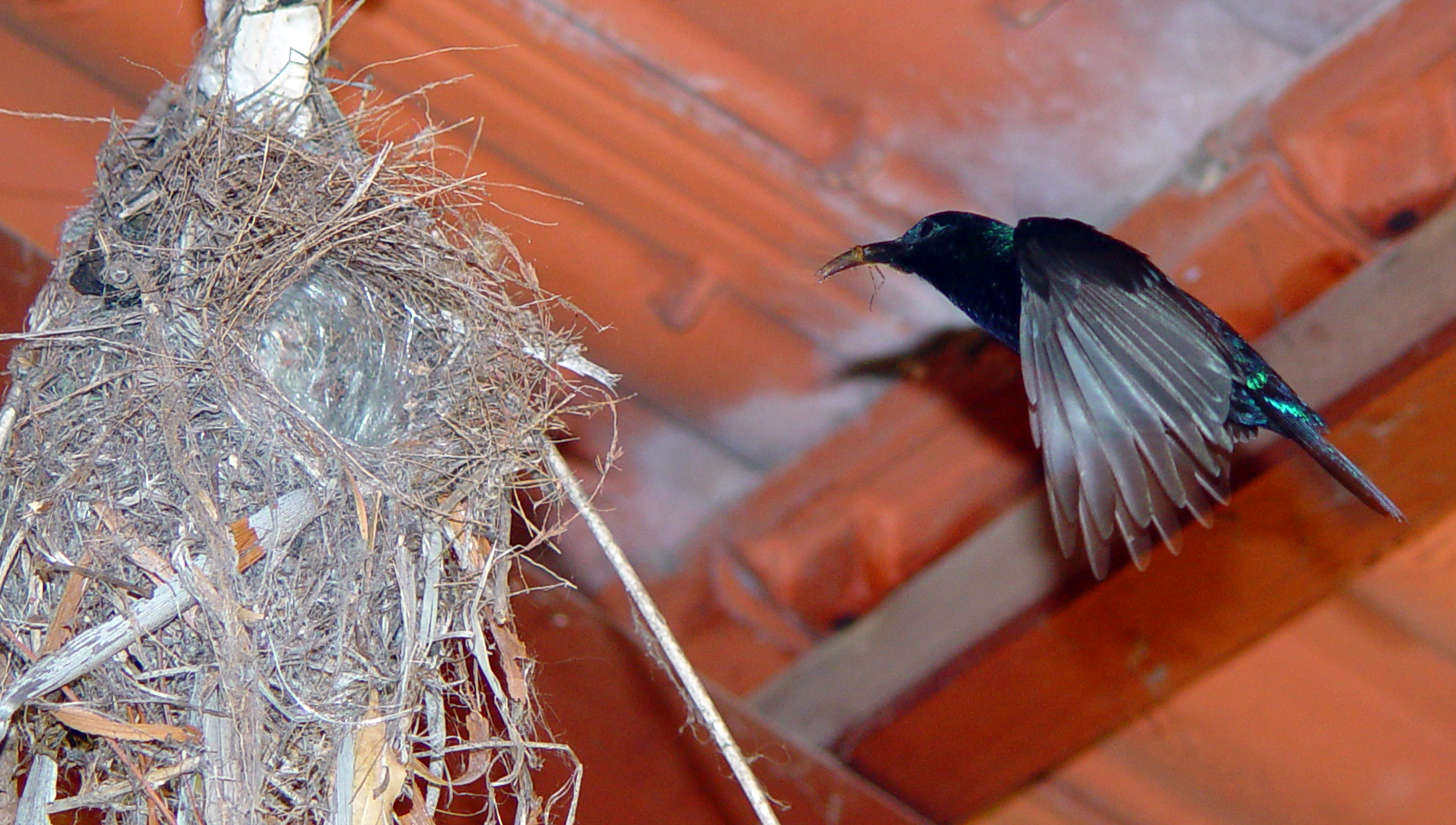
Mannetje bij nest